# Droga wojewódzka 617
Die Droga wojewódzka 617 (DW 617) ist eine polnische Woiwodschaftsstraße in der Woiwodschaft Masowien. Sie verläuft in Ost-West-Richtung und verbindet die Stadt Przasnysz (Praschnitz) mit Ciechanów (Zichenau).